# Something Weird Video
Something Weird Video es una compañía distribuidora de películas estadounidense con sede en Seattle, Washington. Se especializan en películas de explotación, particularmente las obras de Harry Novak, Doris Wishman, David F. Friedman y Herschell Gordon Lewis. La compañía lleva el nombre de la película de Lewis de 1967 Something Weird, y el logotipo está tomado de la obra original de pósteres de esa película. Something Weird generalmente se enfoca en películas de B a Z. Something Weird ha distribuido más de 2.500 películas hasta la fecha.
El 2 de enero de 2014, el fundador de la compañía, Mike Vraney, murió luego de una larga batalla contra el cáncer de pulmón. Tenía cincuenta y seis años. La compañía continúa bajo el liderazgo de la viuda de Vraney, Lisa Petrucci.

## Historia
Something Weird Video fue fundado en 1990 por Mike Vraney en Seattle, Washington. Se inspiró en su trabajo adolescente como proyeccionista de teatro. Su amor por las películas oscuras que nunca llegaron a los videos lo llevó a transferir cientos de carretes antiguos de películas a VHS y DVD. En el sitio web de la compañía, Vraney explica la génesis de la etiqueta:
En mi opinión, el último gran género en ser rescatado fueron las películas de explotación/sexplotación de los años 30 hasta los 70. Después de analizar esto más a fondo, me di cuenta de que había casi 2.000 películas por descubrir. Así que con esto como inspiración, mi búsqueda comenzó y no lo sabrías, simplemente de la nada caí en una gran colección de bucles arcade de chicas de 16 mm (que se convirtieron en los primeros videos de compilación que reunimos). Por la misma época recibí una llamada telefónica inesperada que repentinamente me hizo ver todo esto: mi futuro y sin dudas el rey de la sexplotación Dave Friedman estaba al otro lado de la línea. Este sería el comienzo de una larga y fructífera amistad para ambos. Las películas de Dave se convirtieron en los cimientos de nuestra colección de películas y me ha enseñado y guiado a través del maravilloso mundo de la sexplotación, presentándome a sus colegas (Dan Sonney, Harry Novak, HG Lewis, Bob Cresse y todos los personajes pintorescos que estuvieron involucrados durante su apogeo) y han estado ansiosos por sumergirse en el negocio de nuevo.

## Contenido
El contenido ofrecido por Something Weird abarca toda la gama del cine de explotación. Los subgéneros ofrecidos incluyen películas centradas en espectáculos burlescos y de estriptis, exhibiciones y características nudistas, cortos de educación sobre drogas y conductores, bucles de ciervos y peepshow, pantalones cortos y facciones hardcore y hardcore, espectáculos de espada y sandalia, spaghetti westerns, rarezas de televisión, películas de la jungla y películas con elenco negro.
Something Weird inicialmente ofreció su producto en VHS con cubiertas coloridas utilizando la obra de arte original de la película. En 1999 hicieron la transición a DVD, asociándose con Image Entertainment para lanzar sus títulos. Los videos de Something Weird están disponibles bajo demanda para los suscriptores de Comcast. Entre la serie de títulos dentro de su biblioteca son "Kid's Commercials from the Golden Age of Television", "Hey Folks It's Intermission Time" y "Campy Classroom Classics". También hay varios títulos disponibles para transmitir en Netflix.
Something Weird también ofrece una línea llamada "Sexy Shockers". Estas películas son seleccionadas por el director de cine de culto Frank Henenlotter.
Los distribuidores de títulos Something Weird incluyen Odeon Entertainment en el Reino Unido y Siren Visual Entertainment en Australia.
Películas notables que han sido distribuidas por SWV incluyen Basket Case, Blood Feast, The Wizard of Gore, Jail Bait y Bat Pussy.
- Datos: Q7560179